# 20531 Stevebabcock
20531 Stevebabcock este un asteroid din centura principală de asteroizi.

## Descriere
20531 Stevebabcock este un asteroid din centura principală de asteroizi. A fost descoperit pe 7 septembrie 1999 la Socorro, New Mexico, în cadrul proiectului LINEAR. Asteroidul prezintă o orbită caracterizată de o semiaxă mare de 2,38 ua, o excentricitate de 0,19 și o înclinație de 2,9° în raport cu ecliptica.